# 法蒂玛·恩苏梅尔
拉拉·法蒂玛·恩苏梅尔（法語：Lalla Fatma N'Soumer；卡拜尔语：Lalla Faḍma n Sumer；约1830年—1863年，“拉拉”在柏柏尔语中意为“大”，用以尊称身份尊贵女性），是阿尔及利亚抵抗法国殖民入侵时期的女英雄，在现代被视为阿尔及利亚抵抗精神的化身。
从1854年起，恩苏梅尔积极参与抗法运动，甚至被拥趸视为圣人，有着预知未来、治愈病患的超能力。1857年7月被法军俘获，1863年死于囚牢。

## 后世纪念
1994年，恩苏梅尔的骨灰被移葬到阿尔及尔郊区的阿利亚公墓（El Alia Cemetery）。阿尔及利亚的诸多名人都埋葬于此，也包括同时期的抵抗运动领袖阿卜杜卡迪尔。
2014年，以其生平为题材的电影《法蒂玛·恩苏梅尔》上映，由贝勒卡西姆·哈贾吉（Belkacem Hadjadj）执导。恩苏梅尔的饰演者是法国女演员利蒂希娅·埃伊多（Laëtitia Eïdo）。
阿尔及利亚多地修有其塑像。许多学校和街道以恩苏梅尔命名。

## 书目
- Emile Carrey, Récits de Kabylie. Campagne de 1857, Paris 1858
- Adolphe Hanoteau, Poésies populaires de la Kabylie du Jurjura, Paris 1867
- Tahar Oussedik, Lalla Fadhma n'Summer, Algeri, Laphomic, 1983
- Boukhalfa Bitam, Fadhma n'Soumer. Une autre lecture du combat de l'illustre fille de Werja, Draa Ben Khedda, Aurassi, 2000